# サウジアラムコ
サウジアラムコ（英語: Saudi Aramco、アラビア語: أرامكو السعودية Aramku al-Saūdīyah）は、サウジアラビア王国の国有石油会社である。保有原油埋蔵量、原油生産量、原油輸出量は共に世界最大である。
アラムコは現在、アルジェリア、バーレーン、カタール、エジプト、クウェート、オマーン、イラク、ヨルダン、レバノン、モロッコ、リビア、サウジアラビア、スーダン、シリア、チュニジア、アラブ首長国連邦、イエメン、パレスチナで事業を展開しており、他のアラブ諸国でも事業およびサポート能力を有しています。

## 沿革

### 前史
旧オスマン帝国の領土内であるサウジアラビアでは、1928年に締結された赤線協定によって、イラク石油会社（通称「IPC」）の株主であったエクソンとモービルが石油を開発するためには、他の株主（アングロ・ペルシャ石油会社（現：BP）、ロイヤル・ダッチ・シェル（現：シェル）、フランス石油（通称「CFP」、現：トタルエナジーズ）、カルースト・グルベンキアン）の承諾を得る必要があった。

### 欧米資本の進出
1933年5月29日、米国の国際石油資本スタンダード・オイル・オブ・カリフォルニア（通称「ソーカル」（SoCal）、現：シェブロン）の子会社・カリフォルニア・アラビアン・スタンダード・オイル・カンパニー(通称「カソック」（CASOC））がサウジアラビアのイブン・サウド国王との合意書に調印し、同国の石油利権を獲得した。利権の対価は毎年5,000ポンドと、石油が出た場合にその収入で返済する50,000ポンドの貸付であった。
1936年、カソックは、米国のテキサコ（現：シェブロン）と50%ずつ株式を保有する合弁会社になり、1938年3月、ダーランで石油を掘り当てた（ダンマン油田）。1944年1月31日、カソックは社名をアラビアン・アメリカン・オイル・カンパニー（通称「アラムコ」）に変更した。

### 赤線協定廃止とOPECの設立
1948年、赤線協定を廃止する合意が成立したため、2社がアラムコの株主に加わった。カソックとテキサコは、50%ずつ保有していたアラムコの株式の比率を30%に下げ、スタンダード・オイル・オブ・ニュージャージー（エッソ、後のエクソン、現：エクソンモービル）が30%、ソコニー・ヴァキューム・オイル・カンパニー（後のモービル、現：エクソンモービル）が10%保有することになった。これらの株主は「アラムコ4社」と呼ばれるようになる。
1949年、ラスタヌラ製油所の操業を開始した。この製油所の原油処理能力は日量55万バレルと世界最大級である。1950年12月30日、アラムコとサウジアラビア政府が新協定（利益折半協定）に調印した。
1960年の石油輸出国機構（OPEC）結成を契機に、1960～1970年代には産油国で石油会社を国有化する動きが進んだが、サウジアラビア政府は急激な完全国有化政策を採らなかった。

### 国有化へ
1962年3月、アハマド・ザキ・ヤマニがサウジアラビアの石油鉱物資源相に就任し、アラムコ4社（ソーカル、テキサコ、エクソン、モービル）に呼びかけ、政府によるアラムコへのParticipation（事業参加）についての交渉が行われた。
1971年2月14日、サウジアラビア、クウェート、イランを含む湾岸産油6か国とエクソン、ロイヤル・ダッチ・シェル、フランス石油など、湾岸地域で操業する国際石油会社13社との間で、原油価格変更のルールと新しい利益配分比率を定める「テヘラン協定」が締結された。
1973年10月、第四次中東戦争勃発。12月、政府の25％経営参加に合意する「リヤド協定」が成立した。
1980年には、政府の100%事業参加（実質的な完全国有化）を実現した。
1983年、アリ・ヌアイミがアラムコ最高経営責任者（CEO）に就任した。
1986年10月、ヤマニは石油鉱物資源相を突然解任された。

### サウジアラムコの設立
ヤマニの後任として就任した石油鉱物資源相ヒシャーム・ナーゼルによって、アラムコの完全国有化が進められた。1988年11月8日、サウジアラビア政府は旧アラムコの操業権利・資産などを引き継ぎ、国営石油会社「サウジアラビアン・オイル・カンパニー」（サウジアラムコ）を設立した。
サウジアラムコの主な事業内容は、石油・ガスの探鉱、開発、生産、販売などであった。「アラムコ」とはアラビアン・アメリカン・オイル・カンパニー（Arabian American Oil Company）の略称であり、国営石油会社の略称に他国である「アメリカ」の名称を残していることに特徴がある。
1993年7月1日、サウジアラムコは国営企業のサマレック（SAMAREC；サウジアラビア販売・精製公社）を吸収。国内石油精製事業と石油製品の販売を事業に加えた。
1995年、サウジサラムコCEOだったアリ・ヌアイミが石油鉱物資源相に就任した。

### 最高石油・鉱物評議会の設立
2000年1月、石油、天然ガス、その他炭化水素資源に関する国家政策やサウジアラムコの事業計画などを審議・決定する国家の最高意思決定機関として「最高石油・鉱物評議会」（Supreme Council for Petroleum and Mineral Affairs）が発足した。2010年時点で最高石油・鉱物評議会はアブドゥッラー国王が議長、スルターン皇太子兼副首相を副議長とし、サウード外務大臣、ヌアイミ石油鉱物資源相をはじめとする関係閣僚など合計12名から構成されていた。

### 経済開発評議会の設立
2015年に第7代国王にサルマーンが就任すると、同年1月29日に行われた内閣改造・政府機構改革により最高石油・鉱物評議会が廃止された。これと同時に最高経済評議会も廃止され後継機関として「経済開発評議会」が発足し、サウジアラムコが管轄下に置かれた。経済開発評議会議長にはサルマーン国王の息子である副皇太子ムハンマド・ビン・サルマーンが就任した。
同年9月17日、経済開発評議会の決定によりアミーン・H・ナーセルがサウジアラムコ社長兼最高経営責任者（CEO）に就任した。

### 新規上場と新規株式公開
2019年12月、サウジ証券取引所に上場して、米国のAppleを抜いて時価総額が世界一の企業となった。また、256億ドルを調達して中国のアリババグループの250億ドルを超える史上最大のIPOも行った。2020年1月には、さらに拡大して294億ドル（約3兆2230億円）相当となった。このIPOは、皇太子に昇格したムハンマドが進める、石油に頼らない経済改革の一環と位置付けられている。
691億ドルを投じて、石油化学大手のサウジ基礎産業公社（SABIC）の株式の70％を取得するM&Aが2020年6月16日に完了。サウジアラムコは、油田開発から化学工業まで「炭化水素のバリューチェーン」の価値向上につながると声明した。
2022年8月、アメリカの潤滑油メーカー・バルボリンの子会社で、グローバル事業部門（製造・流通）を扱う「バルボリン・グローバル・プロダクツ」の買収を発表。2023年3月に正式に買収が完了した。
2022年10月26日、 エネルギー移行の支援を目的とする投資ファンド、アラムコ・サステナビリティ－・ファンドを設立した。傘下のアラムコ・ベンチャーズが運営する。

### 原油高による最高益
2023年3月12日、2022年12月期の決算は純利益が前期比46.5％増の1611億ドル（約21兆7500億円）と、2019年12月の上場以降で最高益を記録した。ロシアのウクライナ侵攻によるエネルギー価格の高騰や、生産量の増加が業績を支えた。同社の声明によると、業績は「より強い原油価格、販売量の増加、精製品のマージンの改善に下支えされた」と説明している。

## 日本との関係
- 2000年2月 - アラビア石油がサウジアラビアにおける利権を失効。
- 2004年
  - 5月 - 住友化学と、サウジアラビアでの世界最大級の石油精製・石油化学統合コンプレックス建設に向けた覚書を締結。
  - 8月 - 昭和シェル石油の株式の9.96％をロイヤル・ダッチ・シェルグループから譲り受ける（翌年5％を追加譲受）。この関係で、後の2019年4月に出光興産が昭和シェル石油を完全子会社化し経営統合して以降、サウジアラムコは出光興産の株主のひとつとなる。
- 2010年6月 - 資源エネルギー庁と共同プロジェクトに調印。2011年2月より石油天然ガス・金属鉱物資源機構を通じ、沖縄石油基地の原油タンクに約60万キロリットルの原油を貯蔵する[12]。その後タンク貸与量は2013年更新で100万キロリットル、2019年更新で130万キロリットルに拡大された。
- 2012年3月22日 - 東京都千代田区丸の内に、日本法人のアラムコ・アジア・ジャパン株式会社を設立。
- 2019年 - かつての新津油田跡地にある石油の世界館の改修に対し、アラムコ・アジア・ジャパンが改修費用を寄付した[13][14][15]。

## スポンサーシップ

### サッカー
2024年4月25日より国際サッカー連盟（FIFA）との公式パートナーシップ契約を2027年末までに締結。

### モータースポーツ
2020年3月、自動車レースのフォーミュラ1（F1）のグローバルパートナーとなる。2022年シーズンからは、F1に参戦するアストンマーティンF1のスポンサーとなった他、2023年からはフォーミュラ2（F2）及びFIA F3に対し「持続可能な燃料」を供給している。2023年5月には、2026年シーズン以降のF1で使用されるカーボンニュートラル燃料をアストンマーティンF1にPUを提供する本田技研工業（ホンダF1）と共同開発することを発表した。